# Гејлс Фери (Конектикат)
Гејлс Фери (енгл. Gales Ferry) насељено је место без административног статуса у америчкој савезној држави Конектикат.

## Демографија
По попису из 2010. године број становника је 1.162.
| Група             | 2000.    | 2010.       |
| Белци             | 0 (0,0%) | 986 (84,9%) |
| Афроамериканци    | 0 (0,0%) | 44 (3,8%)   |
| Азијати           | 0 (0,0%) | 26 (2,2%)   |
| Хиспаноамериканци | 0 (0,0%) | 76 (6,5%)   |
| Укупно            | 0        | 1.162       |